# コナー・チャップリン
コナー・マーク・チャップリン（Conor Mark Chaplin, 1997年2月16日 - ）は、イングランド・ワージング出身のプロサッカー選手。ポジションはミッドフィルダー。イプスウィッチ・タウンFC所属。

## 経歴
2003年にポーツマスの下部組織に入団。
2018年8月31日、リーグ1所属のコヴェントリー・シティへの1月までの期限付き移籍と、その後に完全移籍に移行することが発表された。
1月4日、コヴェントリー・シティへの完全移籍が完了した。
2019年7月19日、チャンピオンシップのバーンズリーに4年契約で完全移籍。
2021年7月27日、リーグ1所属のイプスウィッチ・タウンに3年契約で完全移籍。 
2022-23シーズンはリーグ戦26ゴールを挙げてリーグ1得点王に輝いた。
クラブのチャンピオンシップ昇格に貢献し、チームメイトであるリーフ・デイヴィスと並んでPFA年間ベストイレブンとリーグベストイレブンに選出された。

## タイトル

### クラブ
ポーツマス
EFLリーグ2：2016-2017

### 個人
- PFA年間ベストイレブン：2022–23 (リーグ1)
- PFA年間最優秀選手：2022–23 (リーグ1)
- EFLリーグ1 シーズンベストイレブン：2022-23
- EFLリーグ1 得点王：2022-23
- イプスウィッチ・タウン シーズン最優秀ゴール賞：2022-23
- イプスウィッチ・タウン 年間最優秀選手賞：2022-23
- イプスウィッチ・タウン 選手選出最優秀選手：2022-23